# دومینیک مک گوایر
دومینیک مک گوایر (انگلیسی: Dominic McGuire؛ زادهٔ ۲۰ اکتبر ۱۹۸۵) بازیکن بسکتبال اهل ایالات متحده آمریکا است.
از باشگاه‌هایی که در آن بازی کرده‌است می‌توان به تورنتو رپترز، نیو اورلینز پلیکانز، ساکرامنتو کینگز، گلدن استیت واریرز، ایندیانا پیسرز، واشینگتن ویزاردز، و شارلوت هورنتس اشاره کرد.